# Spilosoma japonica
Spilosoma japonica är en fjärilsart som beskrevs av Walker 1864. Spilosoma japonica ingår i släktet Spilosoma och familjen björnspinnare. Inga underarter finns listade i Catalogue of Life.